# Phlaeobida sumbawae
Phlaeobida sumbawae är en insektsart som beskrevs av Willy Adolf Theodor Ramme 1941. Phlaeobida sumbawae ingår i släktet Phlaeobida och familjen gräshoppor. Inga underarter finns listade i Catalogue of Life.